# ソフトウェアディストリビューション
ソフトウェアディストリビューション (英: software distribution, distro) は、(1) コンパイル済みで設定済みのソフトウェアの集まりという意味と、(2) エンドユーザーにソフトウェアを配信するプロセス (ソフトウェア配布) という意味と、2つの意味がある。単にディストリビューションと略される場合もある。(2) の意味で、自動化ツールのことをソフトウェア配布ツール、ソフトウェアディストリビューションツールという。
(1) の意味のソフトウェアディストリビューションは、基本的に「現状のまま」使用できるように構成されたソフトウェアコンポーネントの集まりである。多くの場合、自由ソフトウェアのターンキー形式に最も近いものとなっている。ディストリビューションは、インターネットからダウンロードできる実行可能インストーラーを備えたバイナリディストリビューションの形式をとる。例は、オペレーティングシステム全体のディストリビューションから、サーバーおよびインタープリターのディストリビューション (WAMPインストーラーなど) まで多岐にわたる。ソフトウェアディストリビューションは、ケアウェアやドネーションウェアを指すこともある。
近年、(1) の意味の用語は、主にオープンソースコンポーネントから組み立てられたほぼすべての「完成した」ソフトウェア（つまり、完全なシステムとしてであれ、より大きなシステムのコンポーネントとしてであれ、意図された使用の準備がほぼ整っているもの）を指すようになった。

## (意味1) ディストリビューション

### 例
ソフトウェアディストリビューションの例は、 BSDベースのディストリビューション（FreeBSD、NetBSD、OpenBSD、DragonflyBSDなど）やLinuxディストリビューション（openSUSE、Ubuntu、Fedoraなど）である。

### サポート
ディストリビューション自体は通常無料であり、ベンダーが商業的な所有権を持っていないことが多いため、テクニカルサポートはディストリビューションを利用するエンドユーザーにとって重要な問題となる。ディストリビューションによっては、商用サポートベンダー、ディストリビューションを作成した開発者、またはユーザーコミュニティ自体によってサポートが提供される場合がある。

## (意味2) 配布ツール

### 自由ソフトウェア
GNU Autotoolsは、 C++およびCプログラミング言語で記述されたソースファイルで構成されるものとして広く使用される。

### 商用ソフトウェア
- LANDesk Management Suiteは、Windows、OS X、およびLinux用のソフトウェア配布を提供する。
- Dell KACEは、Windows、Mac、またはLinuxのデスクトップまたはサーバーへのリモート管理、ソフトウェア配布、およびソフトウェアインストールを提供する。

### モバイルデバイス
電話、PDA、その他のハンドヘルド端末などの小型モバイルデバイスへのソフトウェアの配布は、インターネットへの接続に一貫性がないため、課題となる。このカテゴリのデバイスに対応するツールには、次のものがある。
- Sybase iAnywhere Afaria